# Гора Адриатическая
Гора Адриатическая (лат. и англ. Hadriacus Mons) — потухший вулкан на Марсе, расположенный к северо-востоку от ударного бассейна равнины Эллада. Координаты центра — 31°17′ ю. ш. 91°52′ в. д. / 31,29° ю. ш. 91,86° в. д.. Структура имеет размеры 550 × 330 км. Название вулкана было изменено в 2007 году. До этого момента, название Патера Адриатическая относилось ко всей структуре, а не только для центральной кальдеры. 
Гора Адриатическая, возможно, является щитовым вулканом. Ударные кратеры, покрывающие вулканический марсианский рельеф, показывают, что вулкан не был активным уже очень долгое время. По некоторым оценкам, он образовался в нойской эре (3,9 млрд лет назад), хотя точно установить его возраст трудно.